# كأس المجر لكرة اليد للسيدات
كأس المجر لكرة اليد للسيدات (Magyar Kupa) هي مسابقة كأي لأندية كرة اليد للسيدات في المجر. يتم تنظيمها من قبل الاتحاد المجري لكرة اليد. تقام المسابقة كل عام من سبتمبر إلى أبريل. الفريق الفائز بها يشارك في كأس أبطال الكؤوس الأوروبية لكرة اليد للسيدات.